# Chilotomina regalini
Chilotomina regalini es un coleóptero de la familia Chrysomelidae.
Fue descrita científicamente en 2000 por Warchalowski.